# Чхуннёльса (станция метро)
«Чхуннёльса» (кор. 충렬사) —  подземная станция Пусанского метро на Четвертой линии. Она представлена двумя боковыми платформами. Станция обслуживается Пусанской транспортной корпорацией. Расположена в квартале Аллак-дон административного района Тоннэ-гу города-метрополии Пусан (Республика Корея). На станции установлены платформенные раздвижные двери.
Станция была открыта 30 марта 2011 года.
Как следует из названия, Чхуннёльса находятся рядом со станцией. Это известное святилище, где хранятся поминальные таблички в честь павших корейских патриотов во время японских вторжений на Корею (1592—1598).
Рядом со станцией расположены:
- Святилище Чхуннёльса
- Перекрёсток Аллак
- Часть крепости Тоннэыпсон